# Вартан-паша
Вартан-паша (Овсеп Вартанян; 1813 или 28 марта 1815, Константинополь — 20 августа 1879, там же) — турецкий армянский писатель, автор одного из первых романов европейского типа в истории турецкой и армянской литератур. Писал по-турецки, записывая турецкий текст армянским алфавитом.

## Биография
Родился в 1813 году в армяно-католической семье. Получил образование в Вене в армяно-католической школе братства мхитаристов при венском мхитаристском монастыре.
По возвращении в Османскую империю, недолгое время работал учителем, после чего занял государственную должность переводчика (драгомана). Продвигаясь по карьерной лестнице, со временем получил титул паши. Был выбран султаном одним из первых членов Османской академии, созданной по образцу Французской. Издавал двуязычный армяно-турецкий журнал.

## Литературное творчество
Наиболее известным произведением Вартан-паши является роман «История Акаби», который был записан армянскими буквами на турецком языке. Роман, следуя фабуле «Ромео и Джуьетты», повествует о запретной любви между Акопом, юношей из армяно-католической, и Акаби, девушкой из армяно-григорианской семьи.
В дальнейшем, Вартан-паша написал также публицистическое произведение на турецком языке, разъясняющее причины вражды между армяно-католической и армяно-григорианской общинами, которая послужила фоном для основного действия романа. Он также опубликовал на турецком языке биографию Наполеона Бонапарта в шести частях, перевёл на турецкий язык классический роман Алена-Рене Лесажа «Хромой бес» и написал ещё целый ряд оригинальных произведений.
Современные литературоведы отмечают, что в романе Вартан стремился быть беспристрастным, не отдавая явного предпочтения ни одной из общин, и концентрировался собственно на любовном повествовании, причём героиня-девушка (григорианка) Акаби получилась у него более заметной из двух основных персонажей (и именно её имя он вынес в заглавие). Это вызвало крайнее резкую реакцию со стороны духовного руководства армяно-католической общины. Армяно-католический кардинал Андон Бедрос IX сперва в письменном виде запретил всем своим прихожанам читать «Историю Акаби», а затем добился её включения в индекс запрещённых книг Ватикана. Причинами такого решения, помимо «дискредитации» религии, было названо также «развращение молодёжи» и «насаждение зла».
По словам австрийского тюрколога Андреаса Титце, который в 1991 году опубликовал новое издание романа, «История Акаби» является первым настоящим романом, опубликованным в Турции, или, согласно другой точке зрения, «одним из пяти первых, приблизительно синхронных по времени создания произведений, которые явно отличались от более ранних традиций как литературы дивана, так и народной литературы и приближались по форме к европейскому роману».
И в армянской литературе романы европейского типа появляются приблизительно тогда же. Первый роман европейского типа на армянском языке «Раны Армении» Хачатура Абовяна был написан в 1848 и опубликован в 1858 году.
В Советском Союзе роман «История Акаби» служил предметом специального изучения советских армянских исследователей и по крайней мере дважды (в 1953 и 1979 годах) был издан в Ереване в переводе на армянский язык. В 1954 году роман был издан также и в Бейруте.

## Издание романа с научным комментарием
- Vartan Paşa: Akabi Hikâyesi: İlk Türkçe Roman. Herausgegeben von Andreas Tietze, Eren Yayınevi, İstanbul 1991